# Hamburg-Borgfelde

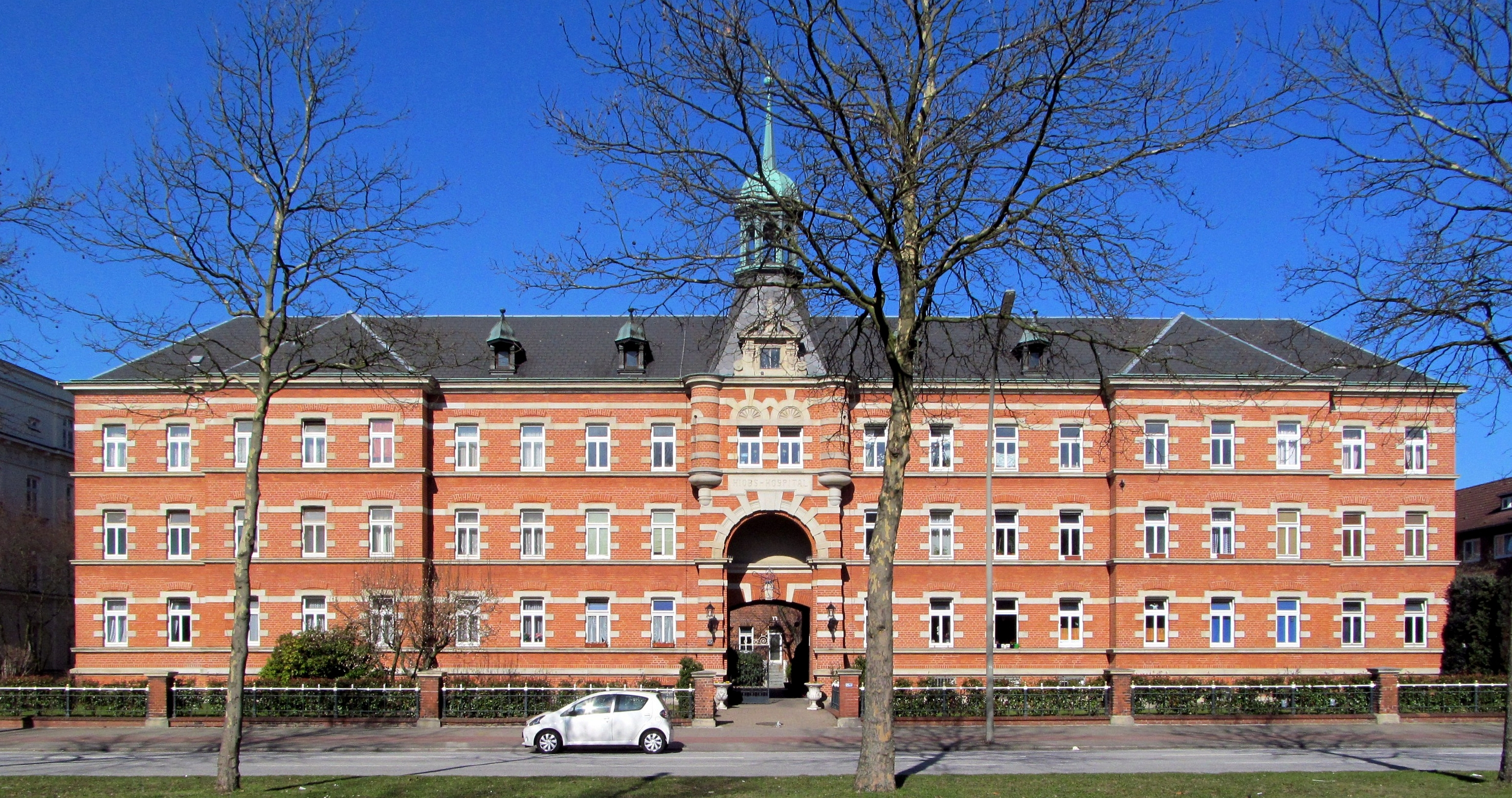
Hiobs-Hospital aan de Bürgerweide

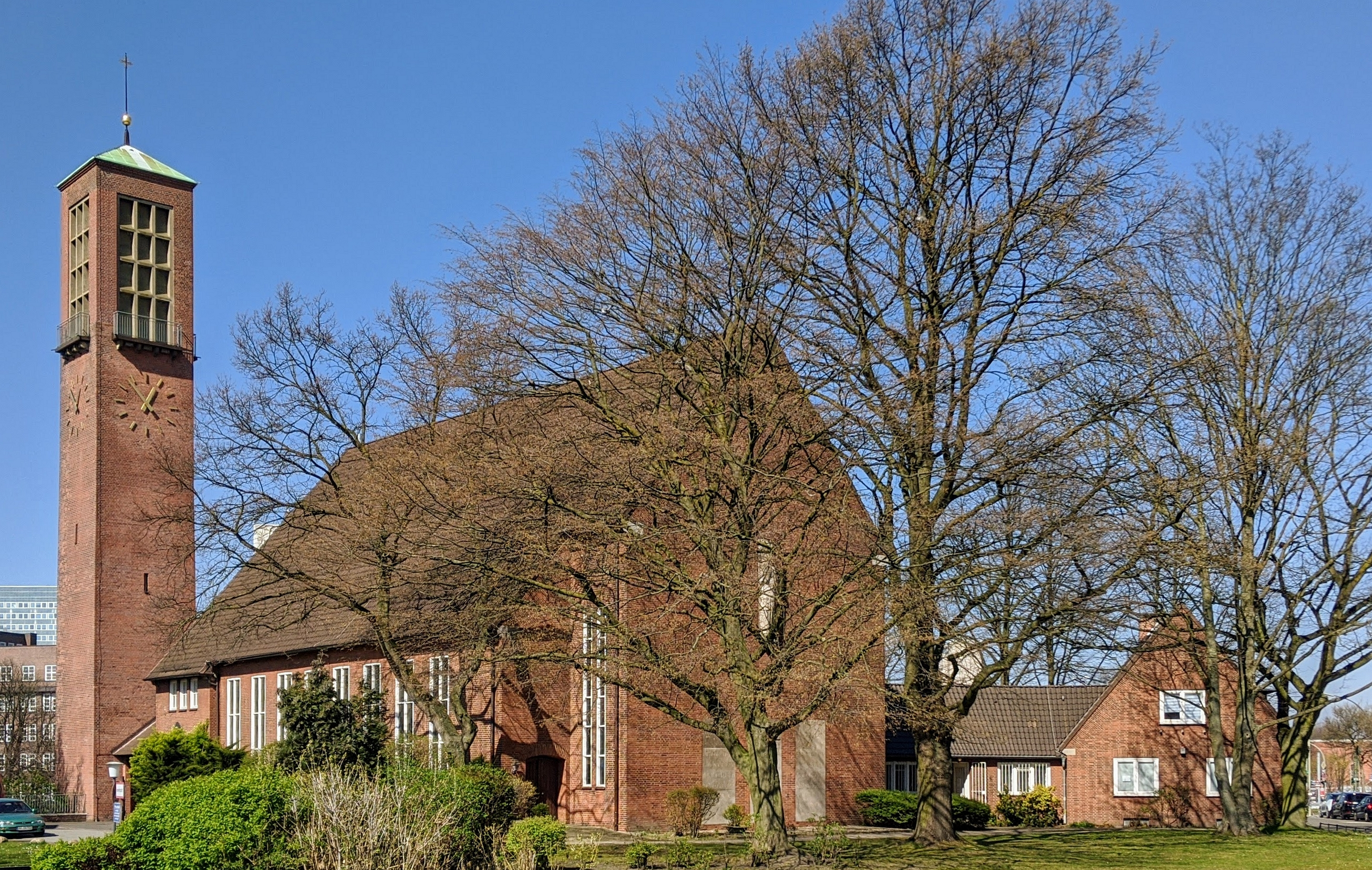
Verlosserkerk Borgfelde

 Borgfelde  is een stadsdeel (Stadtteil) in het district Hamburg-Mitte van de Duitse stad Hamburg. Met zijn oppervlakte van 0,9 km² is het een van de kleinste stadsdelen.

## Geografie
Borgfelde ligt vrij centraal in Hamburg, slechts 2 km van het stadhuis. De in oost-westrichting lopende Borgfelder Strasse (vroeger deel van de hoofdweg naar Berlijn) verdeelt het stadsdeel in het hoger gelegen Oben Bergfelde en het lagere Unten Borgfelde. Een 500 meter lange steunmuur in basalt markeert de overgang. Enkele van een tiental trappen die de verbinding maakten van de hoofdweg naar de woonwijk erboven bestaan nog.

## Geschiedenis
Dit gebied werd in 1256 door de graaf van Schauenburg aan de bewoners van Hamburg overgedragen en eeuwenlang als veeweide gebruikt. In 1633 werd op de plaats, dan Gesundbrunnen genoemd, een bron ontdekt die eeuwenlang als zeer zuiver gold. Bij een verbreding van de straat werd ze ingekokerd.
Vanaf de 17e eeuw was dit gebied een glacis van de stadsomwalling en bleef zo lange tijd onbebouwd. De toegang naar de stad verliep door de Berliner Tor (Berlijnse poort). In 1805 werd het galgenveld naar Borgfelde verplaatst.
Na de Duitse bevrijdingsoorlog werd stilaan begonnen met bebouwing, hoewel de landbouwbestemming ook nog lang behouden bleef. Op het hoogste deel verschenen villa's en ook een windmolen. Op de plaats van de windmolen staat thans een kerk.

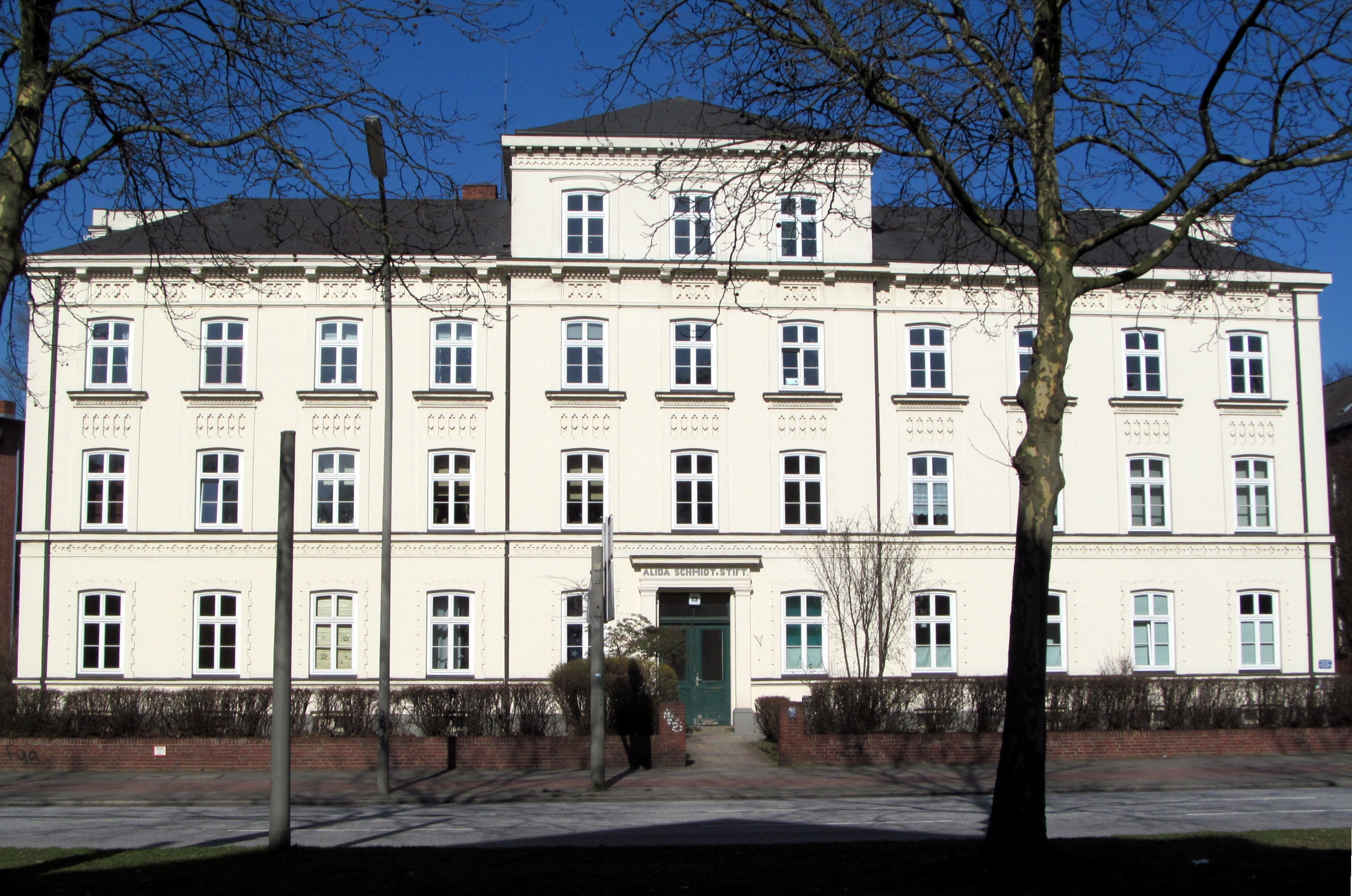
Alida Schmidt stichting

Na afschaffing van de tolpoorten werd er vanaf 1860 volop gebouwd in Borgfelde. Langs de Bürgerweide (straat) bouwden meerdere stichtingen uitgebreide welzijnsgebouwen.
Het Brits bombardement van de operatie Gomorrha vernielde in juli 1943 het grootste deel van Borgfelde. Bij de wederopbouw in de jaren-1950 werd het stratenplan behouden maar werden hoofdzakelijk rijbouw in rode baksteen – typisch voor die tijd – gebouwd.

## Verkeer
Borgfelde beschikt over het metrostation Burgstraße net over de grens met het stadsdeel Hamm. Het wordt bediend door de lijnen U2 en U4. Het S-Bahn-station Berliner Tor, een belangrijk knooppunt, ligt vlakbij.
Billbrook · Billstedt · Borgfelde · Finkenwerder · HafenCity · Hamburg-Altstadt · Hamm-Nord · Hamm-Mitte · Hamm-Süd · Hammerbrook · Horn · Kleiner Grasbrook · Neustadt · Neuwerk · Rothenburgsort · Steinwerder · Sankt Georg · Sankt Pauli · Veddel · Waltershof · Wilhelmsburg